# Rocade d'Angers
La rocade d'Angers est un aménagement routier permettant de contourner la ville d'Angers (Maine-et-Loire). Elle se compose de trois tronçons : la rocade Nord (Contournement Nord par l'autoroute A11), la rocade Est (autoroute A87 Nord) et la rocade Ouest (RD 775 et RD 323).
Avec 32,5km de longueur la rocade d'angers est la 7e plus grande de France[réf. nécessaire].

## Rocade Nord (autoroute A11)

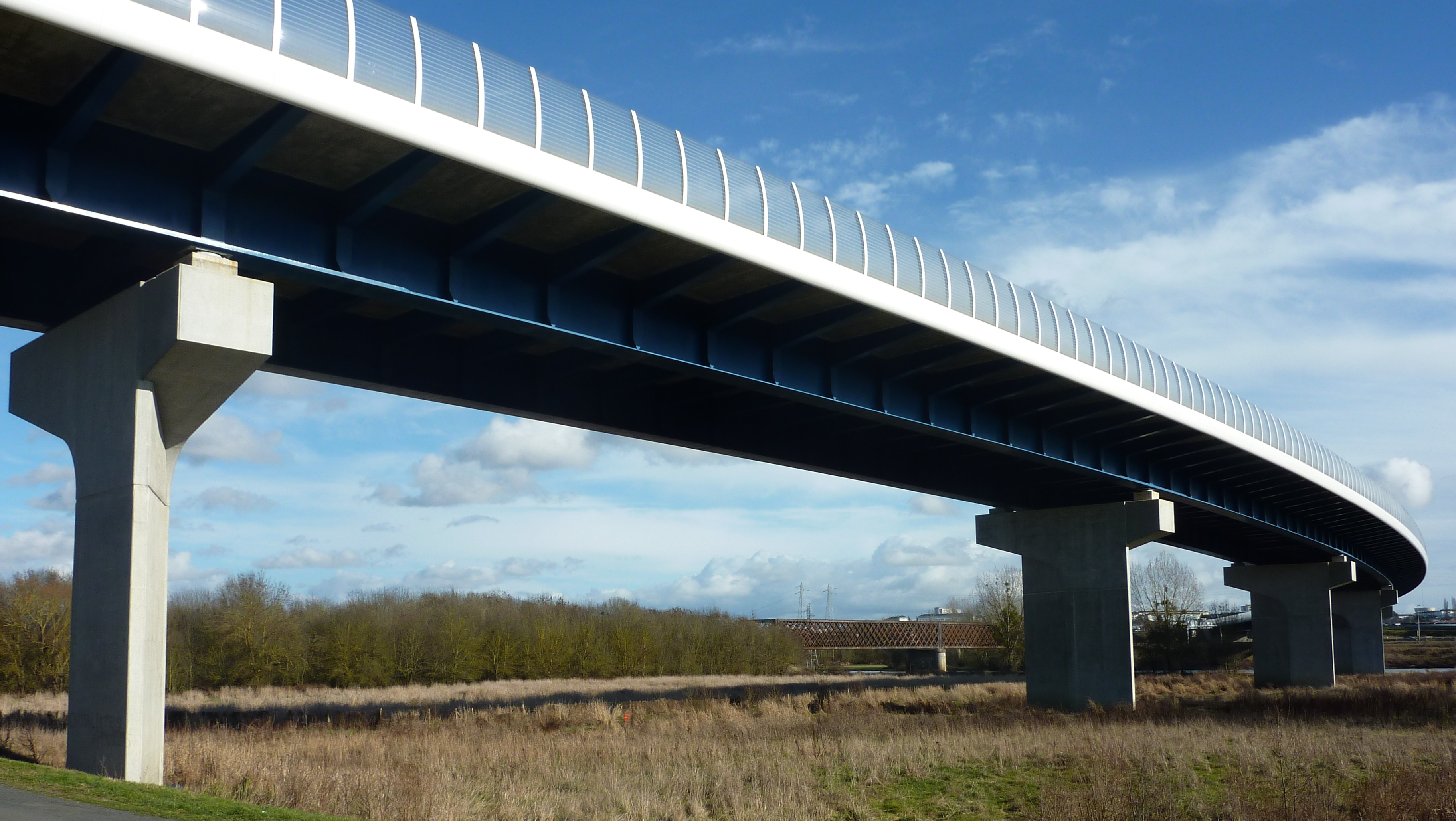
Le viaduc de la Maine emprunté par la Rocade Nord, vu depuis la rive ouest.

Sur 18 kilomètres environ, Angers est contournée par le nord via l'autoroute A11 (axe Paris-Nantes) depuis 2008.
Échangeurs (d'est en ouest) :
- 14 (échangeur de Gâtignolle - A87 Nord) : Rocade Est vers le Sud
- 15 (RD 323) : Centre d'Angers
- 16 (RD 107) : Avrillé et Cantenay-Épinard
- 17 (RD 775 - RD 323) : Rocade Ouest et Rennes
- 18 (Saint-Jean-de-Linières - RD 323) : Centre d'Angers, Beaucouzé et la RD 963 (Châteaubriant).

## Rocade Est (autoroute A87 Nord)

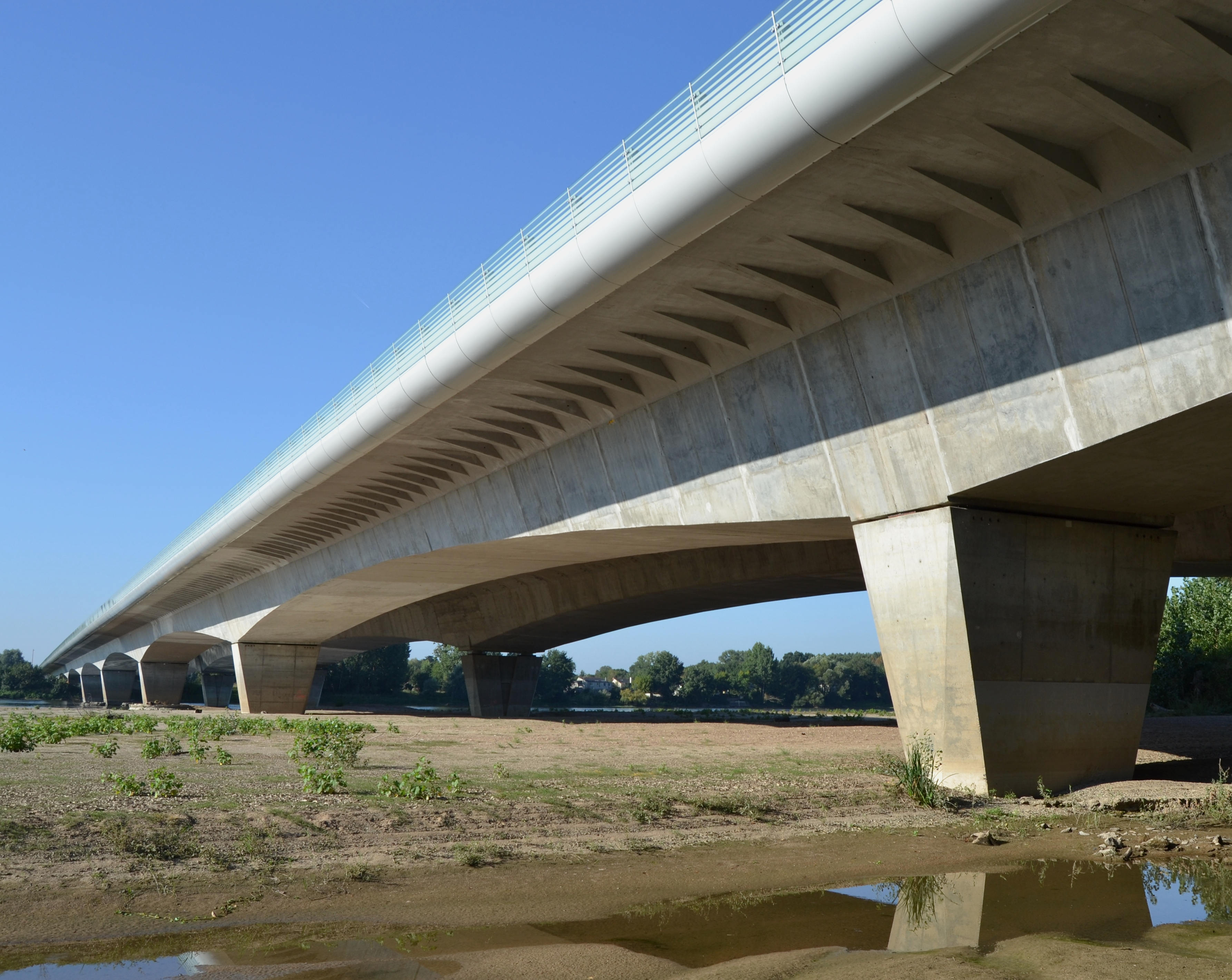
Le viaduc de la Loire emprunté par la Rocade Est.

Sur 8 kilomètres, Angers est contournée par l'est via l'autoroute A87 (axe Angers-La Roche-sur-Yon).
Échangeurs (du Nord au Sud) :
- 14 (échangeur de Gâtignolle - Contournement A11) : Rocade Nord
- 15 (RD 323) : Angers-Est, Saint-Sylvain-d'Anjou, Parc des Expositions
- 16 (RD 116) : Z.I. Saint-Barthélémy, Le Plessis-Grammoire
- 17 (RD 347) : Saumur
- 18/18a : Angers-centre, Saint-Barthélemy-d'Anjou, Centre commercial Espace Anjou, Z.A. Croix Saint-Claude
- 18b : Angers-sud
- 19 (RD 952) : Trélazé
- 20 (RD 260) : Centre d'Angers

## Rocade Ouest (RD 775 et RD 323)
Sur 5 kilomètres, Avrillé et Angers est contournée par l'ouest via les RD 775 (dans la continuité de l'axe Rennes-Angers) jusqu'à l'échangeur avec l'autoroute A11 ; puis par la RD 323 jusqu'à l'échangeur avec la RD 523 (ex-RN 23) au niveau de Beaucouzé. La RD 323 se prolonge jusqu'aux berges de la Maine dans le centre d'Angers.
Échangeurs du Nord au Sud :
- (RD 768) : Avrillé
- (RD 122) : Avrillé sud et La Meignanne
- (Contournement A11) : Rocade Nord
- (RD 56) : Centre commercial L'Atoll
- (RD 523) : axe Nantes-Angers, RD 102E (Bouchemaine)

## Projet de Rocade Sud
Un début de rocade Sud fut créé au nord des Ponts-de-Cé de 1 500 mètres environ. Ce tronçon classé RD 260 (ex-RN 260) permet aujourd'hui la connexion entre la rocade Est et le sud d'Angers au niveau de l'Avenue de Lattre-de-Tassigny.
En novembre 2009, pour achever le bouclage d'Angers, plusieurs scénarios sont étudiés, celui du prolongement de la RD 260 est alors privilégié. Mais en novembre 2014, le projet de rocade Sud est définitivement abandonné.
Toutefois, il est possible d'emprunter deux itinéraires :
- RD 102E et RD 112 (14 km) de Beaucouzé (Rocade Ouest) aux Ponts-de-Cé (Rocade Est) via Bouchemaine.
- Boulevard Sud (6 km) du Pont de l'Atlantique (RD 323) à la rocade Est (A87 Nord) (Bd Charles-Barange, Bd Edouard-Chauvat, Bd Jacques-Portet, Bd Eugène-Chaumin, Bd Joseph-Bédier, Bd Jacques-Millot, Bd d'Estienne-D'Orves).